# Voltzia
Famille
Voltzia est un genre aujourd'hui éteint de l'embranchement ou division des Pinophyta (Conifères).
Il a vécu à la fin du Trias inférieur et au début du Trias moyen (Buntsandstein supérieur) il y a environ 243 à 239 Ma (millions d'années) et ses fossiles se retrouvent principalement en Europe, notamment dans certains grès où ils sont si souvent présents qu'ils leur ont donné leur nom (grès à Voltzia).

## Description

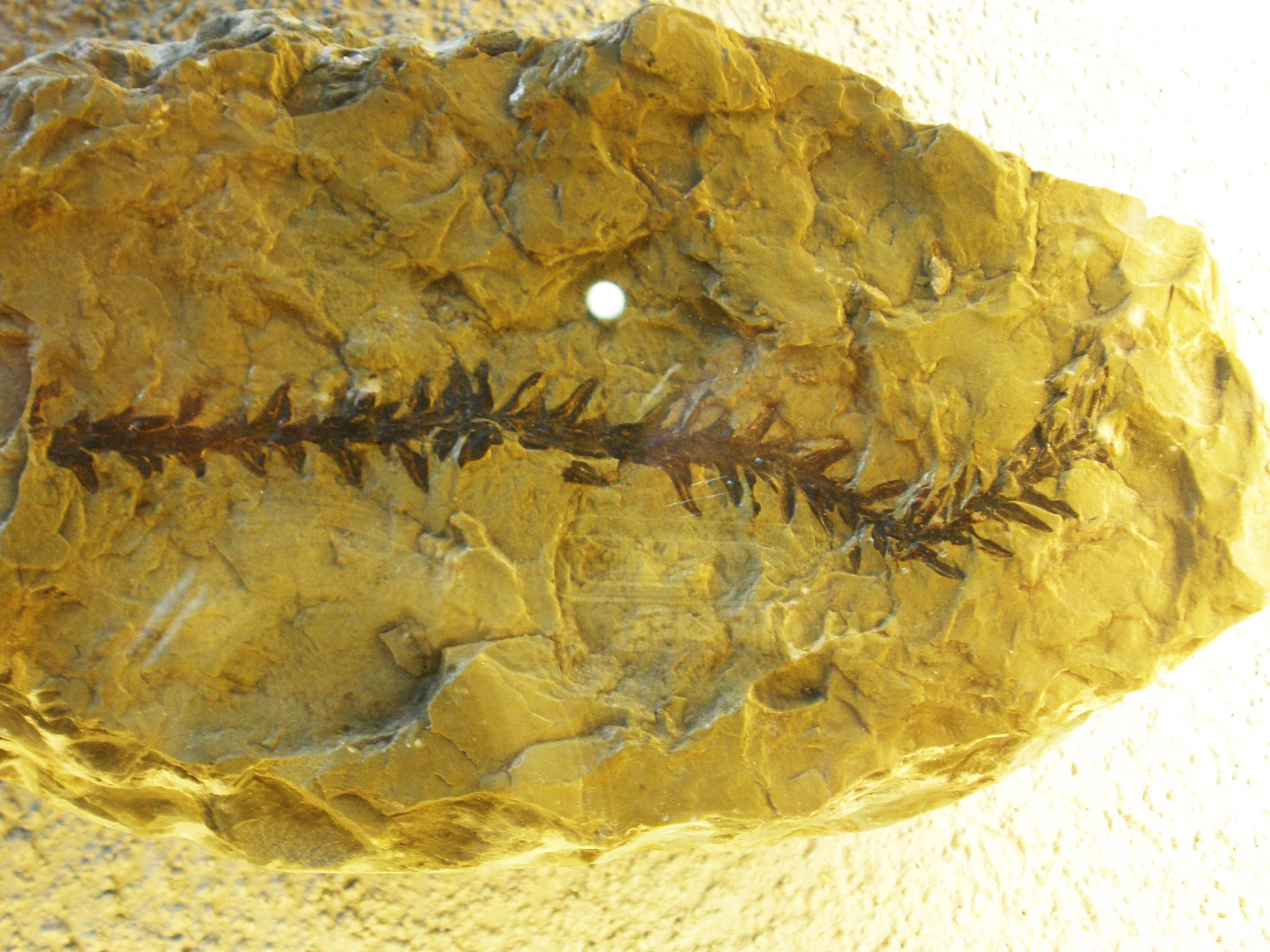
Fossile d'un rameau de V. heterophylla.

Cette plante devait être assez semblable à certains conifères actuels, et notamment aux cyprès ou au genre Araucaria, mais ne pas dépasser la taille d'un arbuste.
Les organes reproducteurs de Voltzia présentaient deux types morphologiques distincts : le cône mâle était constitué d'un axe spiralé supportant les sacs polliniques, alors que le cône femelle possédait trois ovules anatropes sur chacune de ses écailles à cinq lobes. Cette configuration est une première évolution des conifères primitifs vers la simplification du cône femelle observée chez les conifères actuels. 

## Habitat et répartition géographique
Les fossiles de Voltzia sont localement si abondants (rameaux et cônes) qu'ils ont alors donné leur nom à la roche qui les renferme (grès à Voltzia). Ces strates, datées de la fin du Trias inférieur et du début du Trias moyen (Buntsandstein supérieur), entre environ 243 (datation incertaine) et 238 Ma, se sont formées dans des zones littorales de deltas (mangroves). Ces biotopes moins arides, comparés au climat général, ont pu constituer un refuge lors de l'extinction de masse du Permien-Trias mais aussi pour les périodes suivantes, permettant à la flore et à la faune de se diversifier à nouveau,.
Voltzia est fréquent dans plusieurs parties de l'Euramérique : Vosges, mais également Suisse et Lombardie ; la même flore se retrouve dans les provinces mongoles de l'actuelle Chine.

## Origine du nom
Le genre Voltzia, décrit par Adolphe Brongniart en 1828, a été baptisé en l'honneur du minéralogiste français Philippe Louis Voltz.

## Pour en savoir plus